# Anisopleura vallei
Anisopleura vallei е вид водно конче от семейство Euphaeidae.

## Разпространение
Видът е разпространен в Индия (Мегхалая).